# (Such an) Easy Question
"(Such an) Easy Question" ("Qué pregunta fácil") es una canción del género blues y foxtrot grabada y popularizada por Elvis Presley que tuvo una edición en diferentes formatos, una de ellas dentro del álbum Pot Luck. La composición estuvo a cargo de Otis Blackwell y Wintfiel Scott. El tema fue extraído para la edición en formato de disco simple, de la banda de sonido de la exitosa película "Tickle Me" que tuvo un presupuesto bastante bajo, en relación a la suma que cobró Elvis por su actuación,  El sencillo vendió unas 500.000 copias. 

## Grabación y ediciones
Con motivo a que a Elvis ya le habían asignado una ganancia de US$ 1.5 millones para la filmación de su próxima película titulada "Tickle to Me",  la idea del mánager de Presley fue la de reducir los costos de producción y optar por una opción diferente que la de grabar nuevos temas en estudio para utilizarlos en el film, por lo cual pensó en usar temas ya grabados años atrás y conformar así la banda sonora de esta película,  lo cual resultaría en una de las mejores producciones musicales de película que Elvis tuviera en toda su carrera. 
(Such an) Easy Question fue grabada el 18 de marzo de 1962 en el estudio B  de la compañía RCA  en Nashville, Tennessee. La canción fue publicada por Elvis Presley Music, Inc.  La toma # 5 fue la escogida para masterizar.  Fue lanzado al mercado por primera vez en el álbum Pot Luck en 1962 y nuevamente en 1965 como sencillo,  debido a la inclusión de (Such an) Easy Question en la película de Elvis Presley Tickle Me. La cara B era "It Feels So Right". 
El grupo vocal The Jordanaires proporcionó  los coros en las diferentes tomas. 
El lanzamiento del sencillo fue la continuación de "Crying in the Chapel" y alcanzó el puesto # 11 en el Billboard Hot 100 de EE. UU. Al igual que con "Crying in the Chapel", "(Such an) Easy Question" alcanzó la cima del Billboard Easy Listening, y se mantuvo allí durante dos semanas en el número # 1 en julio de 1965.  El sencillo también fue lanzado en Alemania, Chile, Nueva Zelanda y Trinidad y Tobago.

## Letra
La letra toma como base las preguntas permanentes que el interlocutor le hace a su interés amoroso acerca de si lo ama o lo necesita, a lo cual una y otra vez él mismo se pregunta por qué no puede obtener una respuesta, ante el figurativo silencio a dichas preguntas por parte de su amada, algo que es criticado por el protagonista aludiendo a que ella solo dá un suspiro y  dá vueltas a un arbusto "All you do is give a sigh, and beat around the bush", una manera metafórica de expresar que ella anda con rodeos en lugar de darle una respuesta directa, motivo por el cual él repite de manera diferente "Such an easy question. Why can't I get an answer?" 

## Listas
| Listas (1965)            | Posición alcanzada |
| ------------------------ | ------------------ |
| Billboard Hot 100        | 11                 |
| Billboard Easy Listening | 1                  |
| Canadá                   | 4                  |
| US Radio 123             | 11                 |

## Ediciones
- Pot Luck (álbum) 1962
- Elvis Presley - "Easy Question" - "It Feels So Right" RCA 47-8585 (sencillo) 1965
- "Tickle to me" EP 1965 [1]volumen 2 (editado únicamente dentro del Reino Unido conteniendo los dos temas del sencillo  "Easy Question" - "It Feels So Right") [8]
- From Nashville to Memphis: The Essential '60s Masters (Disco 2) [9]